# The Lost Flowers of Alice Hart
The Lost Flowers of Alice Hart är en amerikansk-australisk dramaserie vars första säsong hade premiär den 4 augusti 2023. Första säsongen består av sju avsnitt. Serien är baserad på den australiska författaren Holly Ringlands bok med samma namn.

## Handling
Serien kretsar kring nioåriga flickan Alice Hart som förlorat båda sina föräldrar och får hem till farmor June. Alice blir mer och mer frustrerad över hur lite hon vet om familjens förflutna.

## Rollista i urval
- Sigourney Weaver - June Hart
- Alycia Debnam-Carey - Alice Hart
  - Alyla Browne - Alice Hart, som ung
- Asher Keddie - Sally
- Leah Purcell - Twig
- Frankie Adams - Candy
- Alexander England - John
- Charlie Vickers - Clem Hart
  - Jack Latorre - Clem Hart, som ung
- Tilda Cobham-Hervey - Agnes Hart
- Sebastián Zurita
- Shareena Clanton - Ruby